# Ramprasad Sen

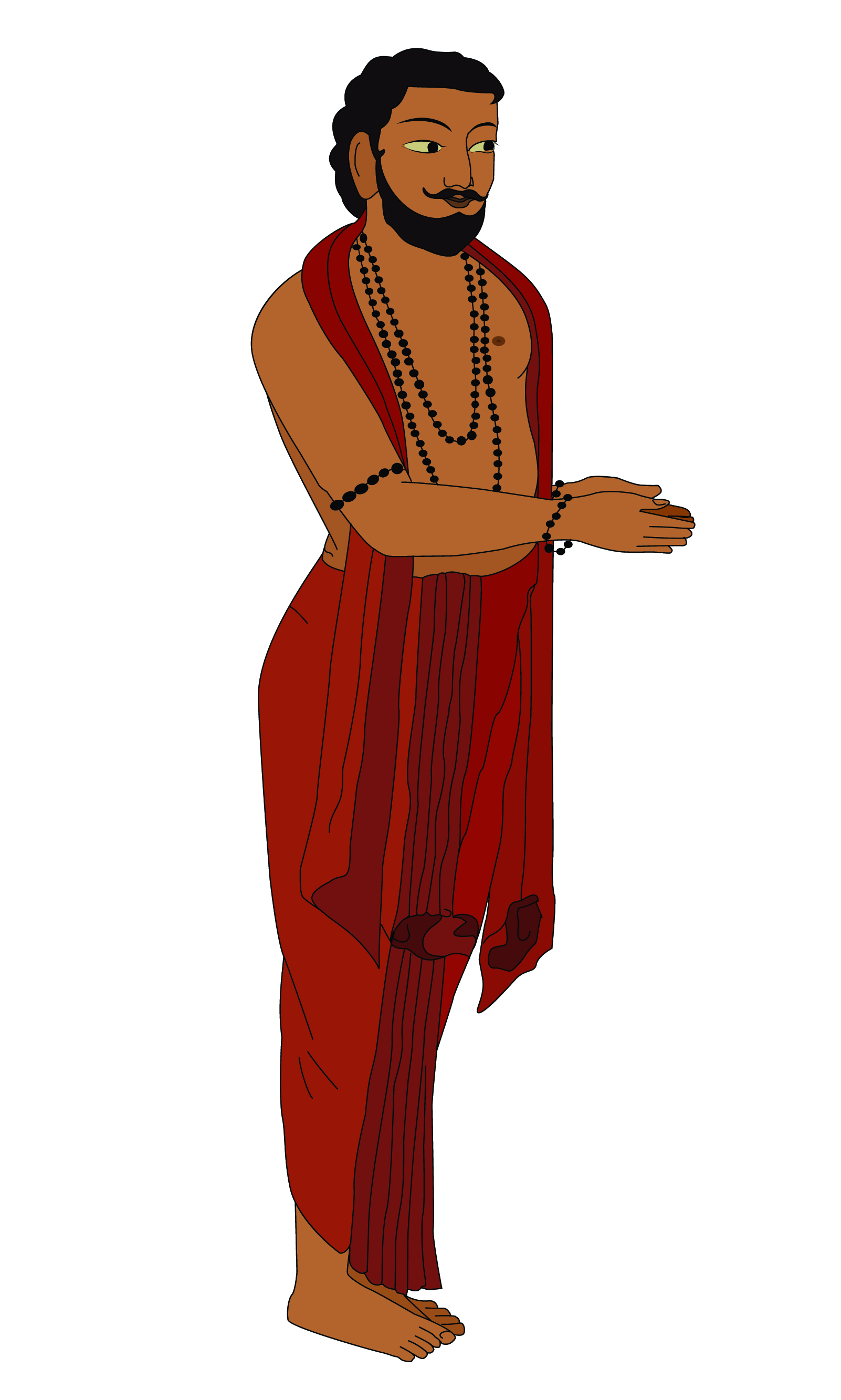
Ramprasad Sen

Ramprasad Sen (ur. 1718, zm. 1775) – poeta, święty, teolog, śakta bengalski.
Ramprasad Sen urodził się w rodzinie praktykującej tantryzm. Już w młodości rozpoczął pobieranie nauk od tantrycznego guru, był nim Krisznananda Agamawagiśa. Podaje się, że Ramprasad doświadczył objawienia (darśanu) bogini Kali jako owocu jego praktyki duchowej (sadhany).
Stworzył ponad 300 pieśni do Kali, akcentujących jej macierzyński aspekt i łagodność. Tym samym wprowadził do kultu bhakti typu śaktyjskiego boginię wcześniej postrzeganą z bojaźnią. Za jego zasługę uznaje się zapoczątkowanie nowego gatunku literackiego w języku bengali o nazwie śakta padawali. Miał wielu naśladowców.